# Rolvsøy (Fredrikstad)
Rolvsøy est une agglomération de la municipalité de Fredrikstad , dans le comté d'Østfold, en Norvège.

## Description
Rolvsøy est une ancienne municipalité de comté située sur l'île de Rolvsøy, sur la rive de la rivière Glomma. Le 1er janvier 1994, Rolvsøy a été incorporé à la municipalité de Fredrikstad, avec Kråkerøy, Onsøy et Borge. Avant la fusion, Rolvsøy comptait 5.947 habitants.

## Archéologie
Le Bateau de Tune, bateau viking de type karv, daté de 900 ans, a été trouvé en 1867 dans un tumulus de la ferme Haugen. Le bateau de Tune est maintenant exposé au Musée des navires vikings d'Oslo.

## Galerie

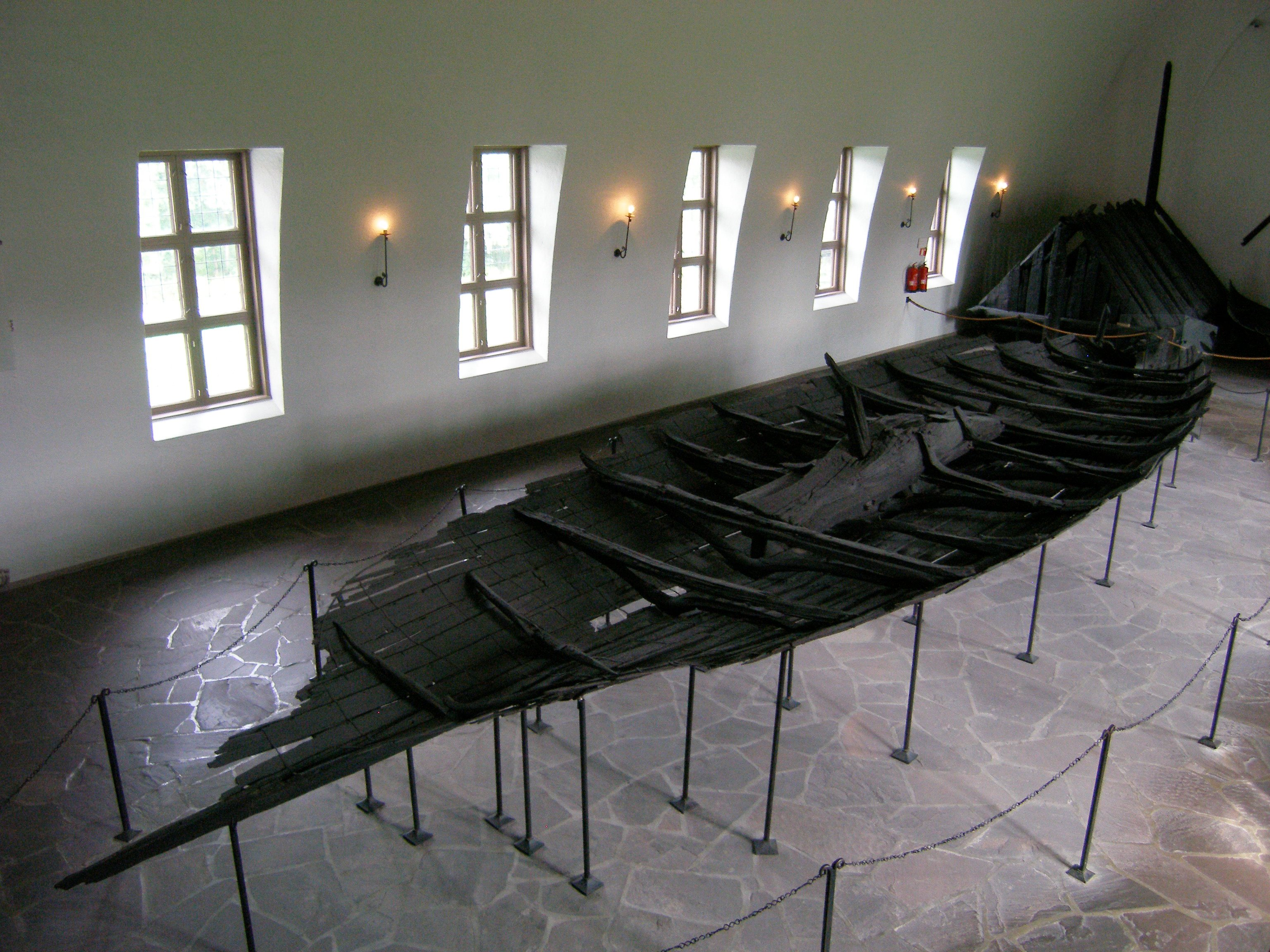
Bateau de Tune
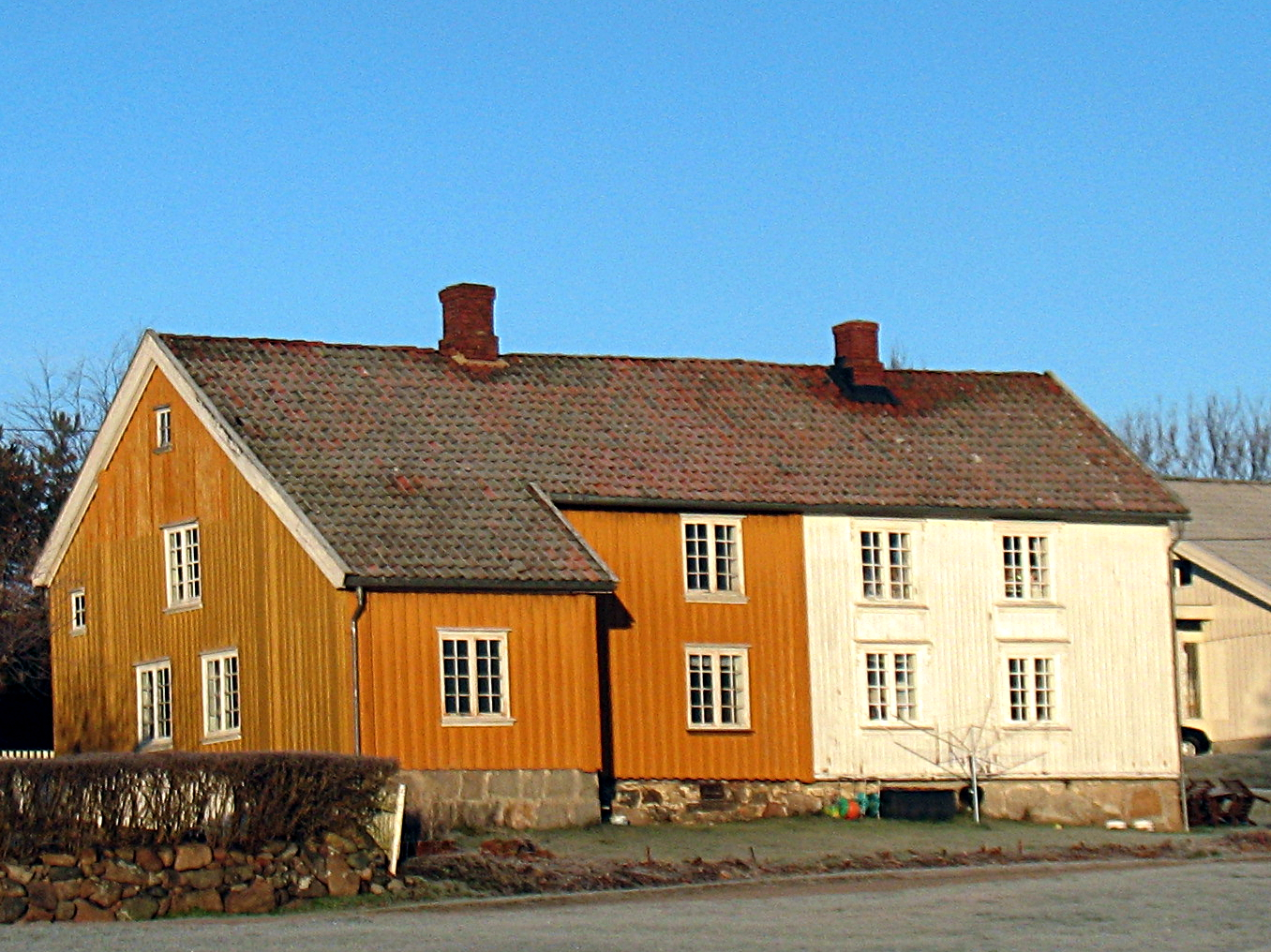
Musée de Rolvsøy